# Avicii: True Stories
Avicii: True Stories es un documental de 2017, dirigido por Levan Tsikurishvili, sobre el DJ y productor discográfico sueco Avicii, con apariciones especiales de David Guetta, Wyclef Jean, Nile Rodgers, Tiësto y Chris Martin. Avicii: True Stories se estrenó el 26 de octubre de 2017 en cines seleccionados de todo el mundo y se estrenó en Netflix en los Estados Unidos, el Reino Unido y Australia el 28 de diciembre de 2018.

## Sinopsis
Avicii: True Stories es la propia historia de Tim Bergling, contada desde dentro y realizada a partir de su extenso archivo personal y familiar y de imágenes entre bastidores. El director, Levan Tsikurishvili, siguió a Bergling durante más de cuatro años mientras captaba imágenes de sus experiencias y su forma de pensar.

## Reparto
- Tim Bergling
- David Guetta
- Wyclef Jean
- Nile Rodgers
- Chris Martin
- Tiesto
- Laidback Luke

El documental también cuenta con invitados especiales como Alex Ebert, Aloe Blacc, Carl Falk, Fredrik Boberg, Johan Bjerkelund, Sandro Cavazza, Salem Al Fakir, Per Dickson y Michael Einziger.

## Banda sonora
- Robyn – «Hang With Me (Avicii remix)»
- Avicii – «Levels»
- Armin Van Buuren – «Drowning (Avicii remix)»
- Rick Ross – «Hustlin»
- Avicii – «Wake Me Up»
- Coldplay – «A Sky Full of Stars»
- Avicii – «Sunset Jesus»
- Avicii/Sandro Cavazza – «Lord»
- Avicii/Sandro Cavazza – «Without You»
- Avicii – «Ten More Days»
- Avicii – «Feeling Good»

## Producción
El documental contó con apariciones de colegas de Tim como Chris Martin, Nile Rodgers, David Guetta y Wyclef Jean. Algunas partes se filmaron en Madagascar y Australia.
El director Levan Tsikurishvili, ha dicho del documental:
«El documental da una explicación muy cercana de cómo se sentía. Estoy contento y agradecido de que hayamos podido filmar tantos años suyos, para mostrar a los demás cómo era realmente. Como colaborador y cineasta, eso es lo que puedo hacer por él. Quería hacer una película brutalmente honesta sobre Tim como persona y no solo sobre Avicii. Todo el mundo conoce a Avicii, pero muy poca gente conoce a Tim. Creo que este documental muestra realmente la lucha de Tim y su fuerza de carácter. Ser un artista superestrella mundial no es tan fácil como parece en Instagram».

## Lanzamiento
Avicii: True Stories se estrenó en cines selectos de todo el mundo el 26 de octubre de 2017. El documental se estrenó en Netflix el 28 de diciembre de 2018, en los Estados Unidos de América, el Reino Unido y Australia.

## Recepción

### Taquilla
La película recaudó 3 878 dólares en la taquilla mundial.
| Lista                                                  | Posición | Cantidad |
| All Time International Box Office (Rank 16 201-16 300) | 16 229   | $3 878   |
| All Time Worldwide Box Office (Rank 25 301-25 400)     | 25 312   | $3 878   |

### Crítica
El sitio web recopilador de reseñas Rotten Tomatoes ha registrado un índice de aprobación del 83%, basado en seis reseñas, con una calificación media de 9/10.
Joshua Speiser, de Film Threat, declaró que la película era «digna de verse; un retrato de un artista de increíble talento que «capturó un rayo en una botella» una y otra vez durante su trágicamente corta vida». Frank Scheck, de The Hollywood Reporter, dijo que la película «ofrece un retrato visceral del coste personal que puede suponer un ascenso meteórico a la fama».  Mientras que Ben Kenigsberg, de The New York Times, describió la película como «el retrato de un artista que amaba hacer música, pero odiaba el estrés de interpretarla», y concluyó: «el director, Levan Tsikurishvili, nunca reconcilia los impulsos contrapuestos de la película. Es en parte un vídeo promocional, en parte un documental detrás de cámaras y —en retrospectiva— en parte una tragedia».
Katie Walsh, escritora de Los Angeles Times, criticó la película por no reconocer la muerte de Bergling al final, concluyendo que «hay una sensación de temor a medida que la película concluye, sabiendo dónde terminó la historia de la vida real, y está cada vez más fuera de tono con la imagen rosada pintada por Tsikurishvili. ¿Se ve obligado a actualizar la película o a dejarnos una imagen de Bergling en su momento más libre? En última instancia, da la sensación de ser solo una parte de la historia y, por tanto, no del todo verdadera».

### Premios y nominaciones
Avicii: True Stories calificó para la consideración del premio Oscar el 1 de noviembre de 2018.